# بوندوو (شهرستان گرویتس)
بوندوو (به لهستانی:  Błędów) یک روستا در لهستان است که در گمینا بوندوو واقع شده‌است. بوندوو ۱٬۱۰۰ نفر جمعیت دارد.